# Pentti Arajärvi

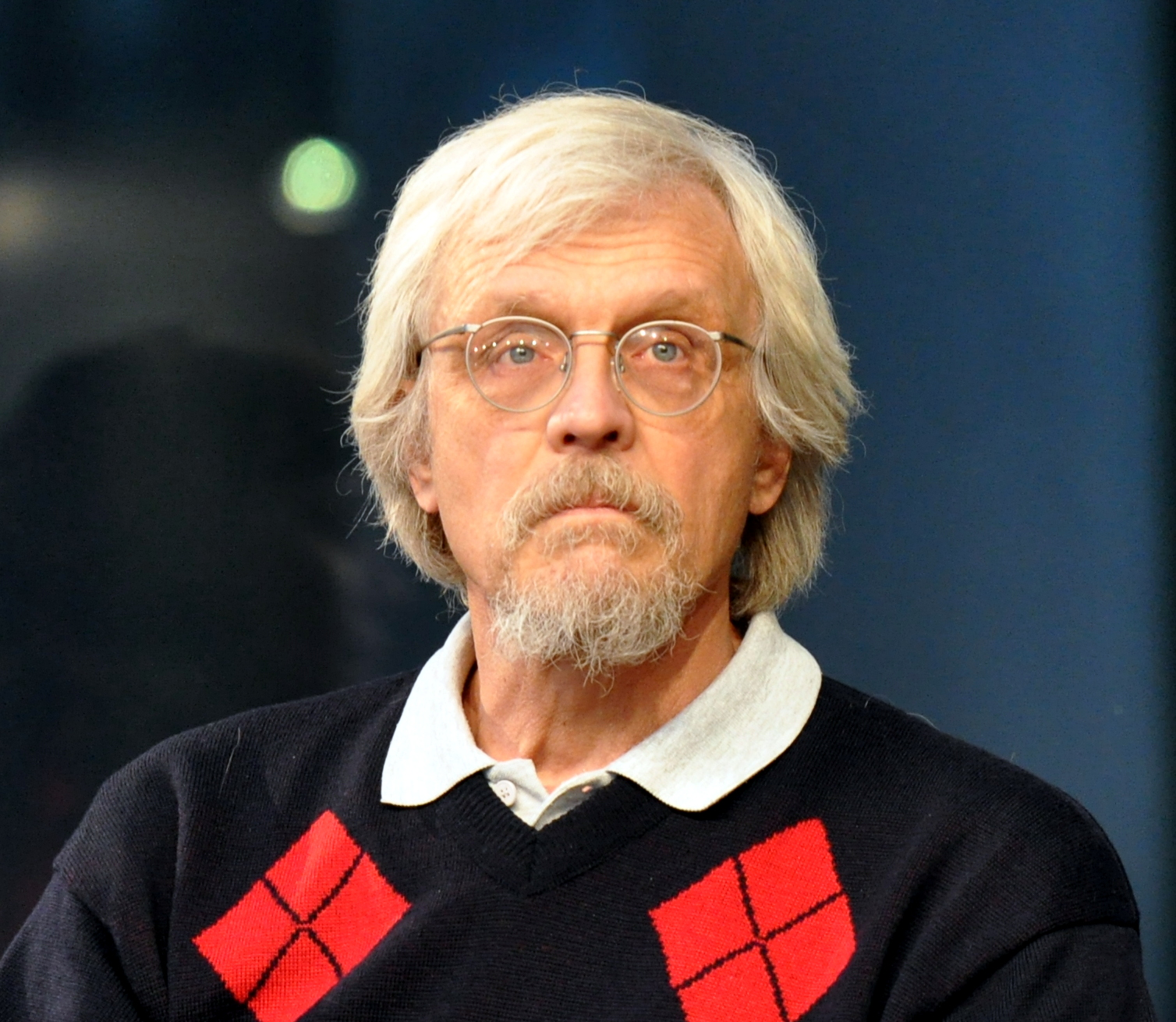
Pentti Arajärvi (2012)

Pentti Ilkka Olavi Arajärvi (* 2. Juni 1948 in Helsinki) ist ein finnischer Politiker (SDP), Jurist, Dozent an der Universität Helsinki, Autor sowie der Ehemann der ehemaligen Präsidentin Tarja Halonen. Als solcher war er vom 1. März 2000 bis zum 1. März 2012 First Gentleman. Arajärvi wurde für seine Arbeit in parlamentarischen Ausschüssen mit dem Ehrentitel valiokuntaneuvos („Ausschussberater“) ausgezeichnet. Bei den Kommunalwahlen 2012 wurde er in den Stadtrat von Helsinki gewählt.

## Leben und Wirken
Arajärvi wurde 1948 in Helsinki als Sohn von Tauno und Terttu Arajärvi geboren. Er schrieb sich 1967 am Ressu-Gymnasium ein und begann im selben Jahr ein Studium der Rechtswissenschaften an der Universität Helsinki. Er schloss dieses 1972 mit einem Bachelor of Laws sowie einem Lizenziat ab. Von 1977 bis 1978 war Arajärvi Präsident der Studentenvereinigung der Universität Helsinki. Von 1972 bis 1984 arbeitete Pentti Arajärvi als Beamter im Bildungsministerium. Von 1984 bis 2000 war er Sekretär des Ausschusses für soziale Angelegenheiten und des Wirtschaftsausschusses des Parlaments und später Berater des Ausschusses für soziale Angelegenheiten und Gesundheit. Während Halonens Präsidentschaft war Arajärvi von 2000 bis 2002 als Kelas-Forschungsleiter tätig. Arajärvi arbeitete als Forscher zu verschiedenen sozialpolitischen Themen, unter anderem zu der Einkommenssicherheit (1997–1998), der Erwachsenenbildung (2003), den Aktivitäten von NRO (2006) und der Beschäftigung von Einwanderern und Anreizfallen (2008). Am 26. August 2000 heiratete Arajärvi nach einer mehr als fünfzehnjährigen Beziehung seine langjährige Lebensgefährtin Tarja Halonen standesamtlich in ihrem Amtssitz in Mäntyniemi. Das Paar hat keine Kinder. Arajärvi hat einen erwachsenen Sohn aus einer früheren Beziehung.

## Politische Karriere
Arajärvi ist seit 1970 Mitglied der SDP und war zwischen 1989 und 1992 Mitglied des Schulausschusses der Stadt Helsinki. Von 1993 bis 2000 war er stellvertretender Vorsitzender des Bildungsausschusses. Im März 2012 kündigte Arajärvi seine Kandidatur für den Stadtrat von Helsinki bei den Kommunalwahlen 2012 an. Er wurde mit 3682 Stimmen gewählt und erreichte damit die sechsthöchste Stimmenzahl im Wahlkreis. Er kandidierte bei den Parlamentswahlen im Frühjahr 2015 und erhielt 3107 Stimmen, wurde aber nicht gewählt. Auch bei den Parlamentswahlen 2019 war er erfolglos.

## Trivia
Er ist inaktives Mitglied der finnischen Pfadfindergruppe Helsingin Kotkat.

## Werke
- Arajärvi, Pentti: Johdatus sosiaalioikeuteen. Talentum 2011.
- Arajärvi, Pentti: Sivistykselliset oikeudet ja velvollisuudet. Joensuun yliopiston oikeustieteellisiä julkaisuja n:o 16. Joensuu: Joensuun yliopisto, 2006. ISBN 952-458-792-0.
- Arajärvi, Pentti und Merja Aalto-Seppälä: Opetuslainsäädännön käsikirja. Edita 2004.
- Arajärvi, Pentti: Paremminvointivaltio. Kunnallisalan kehittämissäätiö 2003.
- Arajärvi, Pentti: Toimeentuloturvan oikeellisuus. Kela 2002. (väitöskirja). ISBN 951-669-602-3.
- Arajärvi, Pentti: Oikeus sivistykseen. Lakimiesliiton kustannus 1994.
- Arajärvi, Pentti und Jouko Skinnari: Uusi Eurooppa ja Suomi. Sosiaali ja terveysturvan Keskusliitto 1993.
- Arajärvi, Pentti und Jouko Skinnari: Eurooppa ja Suomi. Sosiaali ja terveysturvan Keskusliitto 1990.